# David Gilmour (Autor)
David Gilmour (* 1949 in London, Ontario) ist ein kanadischer Schriftsteller, Fernsehjournalist und Filmkritiker.
David Gilmour war ab 1980 vier Jahre lang Chefredakteur des Toronto International Film Festival. Von 1986 bis 1997 arbeitete er als Filmkritiker für den kanadischen Fernsehsender CBC Television. 1986 veröffentlichte er seinen ersten Roman. Seitdem veröffentlichte er in Kanada sieben Romane. David Gilmour lebt in Toronto.

## Werke
- 1986 Back on Tuesday
- 1991 How Boys See Girls
- 1993 An Affair With The Moon
- 1999 Lost Between Houses
- 2001 Sparrow Nights
- 2005 A Perfect Night to Go to China
- 2007 The Film Club
  - Unser allerbestes Jahr, dt. von Adelheid Zöfel; S. Fischer, Frankfurt am Main 2009, ISBN 978-3-10-027819-7.
- 2011 The perfect Order of Things
  - Die perfekte Ordnung der Dinge, dt. von Adelheid Zöfel; S. Fischer, Frankfurt am Main 2011, ISBN 978-3-10-027823-4.
- 2013 Extraordinary

## Auszeichnungen
- 2005 Governor General’s Award for Fiction für A Perfect Night to Go to China

| Personendaten    | Personendaten                                                  |
| ---------------- | -------------------------------------------------------------- |
| NAME             | Gilmour, David                                                 |
| KURZBESCHREIBUNG | kanadischer Schriftsteller, Fernsehjournalist und Filmkritiker |
| GEBURTSDATUM     | 1949                                                           |
| GEBURTSORT       | London, Ontario                                                |